# ایالت چن
چِن (به چینی: 陈国) یک ایالت در دودمان ژو در چین باستان بود که توسط حاکم هو چن تاسیس شد. این ایالت از ۱۰۴۵ پ.م تا ۴۷۹ پ. م وجو داشت. مرکز آن وانچیو در شهرستان هواییانگ امروزی در دشت‌های شرق استان هنان بود. چن، چهارمین نام خانوادگی محبوب در جهان است، و اعضای طایفه هو ادعا می کنند که از نسل حاکم هو چن هستند که خود از نسل امپراتور افسانه‌ای شون بود. این ایالت در اوج خود، چهارده شهر در هنان و آن‌هوئی امروزی را در برمی‌گرفت.

## نام
ایالت چن مانند همان نام خانوادگی چن 陳 نوشته شده است. در متون باستانی گاهی به اشتباه 敶 نوشته می شود که چِن تلفظ می شود.

## قلمرو
چن در اصل اهل تایهائو (太昊、太皞)، پایتخت طایفه فو هسی بود، که در جنوب رودخانه زرد قرار داشت.

### پایتخت
مرکز ایالت چن، وانچیو در شهرستان هواییانگ امروزی در دشت‌های شرق استان هنان بود. ژو شی توضیح می دهد که وانچیو به معنای "[تپه ای] با دهانه‌ای در بالای آن است که از چهار طرف با دیوارهای بلند احاطه شده است".

## تاریخچه
طبق سنت، خانواده سلطنتی چن از نوادگان پادشاه حکیم افسانه ای امپراتور شون بودند. پس از فتح دودمان شانگ در ۱۰۴۵/۱۰۴۶ پ. م، پادشاه وو ژو داماد خود گوی مان، از نوادگان شون، را در چن زمیندار کرد و مان به دوک هو چن (چن هوگونگ) معروف شد.
حاکم شن چن، پسر هوگونگ سپس دومین حاکم چن شد.
چن بعدها به یکی از متحدان چو تبدیل شد و به عنوان متحد چو در نبرد چنگپو جنگید. سرانجام در ۴۷۹ پ. م توسط چو فتح شد. بسیاری از مردم چن پس از آن نام کشور سابق خود را به عنوان نام خانوادگی خود انتخاب کردند، و تعداد زیادی از مردم چین با نام خانوادگی چن امروزی به حساب می‌آیند. پس از تخریب پایتخت قدیمی چو در یینگ، چن پایتخت چو شد.

## فرمانروایان
| نام فرمانروا | نام فرمانروا | حکومت (پیش از میلاد) |
| فارسی        | چینی         | حکومت (پیش از میلاد) |
| ------------ | ------------ | -------------------- |
| حاکم هو      | 胡公         | ۱۰۴۵ - ۹۸۶           |
| حاکم شن      | 申公         | ۹۸۵ - ۹۶۱            |
| حاکم شیانگ   | 相公         | ۹۶۰ - ۹۳۹            |
| حاکم شیائو   | 孝公         | ۹۳۸ - ۹۰۵            |
| حاکم شن      | 慎公         | ۹۰۴ - ۸۵۵            |
| حاکم یو      | 幽公         | ۸۵۴ - ۸۳۲            |
| حاکم شی      | 僖公         | ۸۳۱ - ۷۹۶            |
| حاکم وو      | 武公         | ۷۹۵ - ۷۸۱            |
| حاکم یی      | 夷公         | ۷۸۰ - ۷۷۸            |
| حاکم پینگ    | 平公         | ۷۷۷ - ۷۵۵            |
| حاکم ون      | 文公         | ۷۵۴ - ۷۴۵            |
| حاکم هوآن    | 桓公         | ۷۴۴ - ۷۰۷            |
| چن تو        | 佗           | ۷۰۷ - ۷۰۶            |
| حاکم لی      | 厲公         | ۷۰۶ - ۷۰۰            |
| حاکم ژوآنگ   | 莊公         | ۶۹۹ - ۶۹۳            |
| حاکم شوآن    | 宣公         | ۶۹۲ - ۶۴۸            |
| حاکم مو      | 穆公         | ۶۴۷ - ۶۳۲            |
| حاکم گونگ    | 共公         | ۶۳۱ - ۶۱۴            |
| حاکم لینگ    | 靈公         | ۶۱۳ - ۵۹۹            |
| شیا ژنگشو    | 徵舒         | ۵۹۹                  |
| حاکم چنگ     | 成公         | ۵۹۸ - ۵۶۹            |
| حاکم آی      | 哀公         | ۵۶۸ - ۵۳۴            |
| گونگزی لیو   | 留           | ۵۳۴                  |
| چوآن فنگژو   | 穿封戌       | ۵۳۳ - ۵۲۹            |
| حاکم هوی     | 惠公         | ۵۲۹ - ۵۰۶            |
| حاکم هوآی    | 懷公         | ۵۰۵ - ۵۰۲            |
| حاکم مین     | 湣公         | ۵۰۱ - ۴۷۸            |